# رافائل پالومار
رافائل پالومار (اسپانیایی: Rafael Palomar‎؛ زادهٔ ۱۹ ژوئیهٔ ۱۹۵۱) بازیکن بسکتبال اهل مکزیک بود. وی در بازی‌های المپیک تابستانی ۱۹۷۶ شرکت کرده‌است.